# Temple Run 2
Temple Run 2 è un videogioco a piattaforme per iOS, Android e Windows Phone, sequel di Temple Run, sviluppato dalla casa di produzione indipendente Imangi Studios, di proprietà dei coniugi Keith Shepherd e Natalia Luckyanova.
Inizialmente reso disponibile solo per iOS e Android, dopo un processo di produzione durato quasi un anno il gioco è stato pubblicato anche per Windows Phone il 20 dicembre 2013, sotto marchio Xbox.
L'app ha avuto un grande successo a livello internazionale, venendo scaricata oltre 50 milioni di volte in 13 giorni e diventando il gioco per cellulari più velocemente diffusosi al mondo superando Angry Birds (50 milioni in 36 giorni). Nel giugno 2014 l'app ha superato il miliardo di download.
A differenza del suo predecessore, Temple Run 2 è gratuito su tutte le piattaforme fin dal suo debutto. Nonostante sia stato reso disponibile per il download in tutto il mondo, non è stata effettuata nessuna localizzazione del gioco se non quella statunitense.
A seguito del grande successo, l'ambientazione originale, denominata Sky Summit, è stata ampliata con svariati aggiornamenti. La grafica è stata inoltre integrata con tre nuove mappe giocabili: Frozen Shadow di ambientazione invernale pubblicata nel dicembre 2015, Blazing Sands, pubblicata nel maggio 2016, e Jungle Lost rilasciata ad aprile 2017. Esse, inizialmente a tempo limitato, con un certo quantitativo di gemme si possono sbloccare permanentemente.

## Modalità di gioco
Nonostante mantenga stessi controlli e trama del suo predecessore, Temple Run 2 introduce nuovi ostacoli e un'ambientazione completamente nuova. La velocità del personaggio utilizzato è stata incrementata sensibilmente ed è stata aggiunta la possibilità di far resuscitare il personaggio ('Save Me') quando muore, utilizzando delle speciali gemme che si possono collezionare raccogliendole per il percorso o comprandole online. Nuova è anche la possibilità di scegliere un'abilità (chiamata Powerup) tra quelle disponibili per il proprio personaggio, attivabile una volta ottenuto una certa somma di monete durante la singola corsa, oltre all'aggiunta dell''Head Start', ovvero la possibilità di pagare, a inizio una corsa, una certa somma di monete per far arrivare automaticamente il personaggio a 1.000 o a 2.500 metri dopo il punto d'inizio, a seconda di quanto si è pagato. È anche presente un sistema di "level up": una volta superati determinati obiettivi posti al giocatore si guadagna un livello, sino ad arrivare al livello 11, il più alto. Durante il gioco è possibile entrare per un minuto circa in una miniera, dove il personaggio si muove a una velocità maggiore a bordo di un carrello da miniera e i comandi si limitano allo spostamento a destra e a sinistra tramite i sensori di movimento dello smartphone e all'abbassamento del personaggio per evitare le travi che possono apparire trovare durante il percorso.
Anche l'antagonista è stato cambiato: a rincorrere il giocatore infatti non sono più le tre scimmie di Temple Run, ma un'unica grande scimmia dall'aspetto mostruoso, chiamata Cuchanck.

Una schermata di gioco; su a sinistra il simbolo del Powerup scelto per il personaggio e la sua barra di caricamento, su a destra il punteggio, poco più sotto il numero di monete raccolte.

### Personaggi giocabili
I personaggi controllabili sono quattro, tra cui uno già disponibile dall'inizio. Ogni volta che uno dei tre personaggi viene sbloccato, si ottiene una nuova abilità da poter assegnare al proprio personaggio. I personaggi sono:
- Guy Dangerous
- Scarlett Fox - costo 5.000 monete
- Barry Bones - costo 25.000 monete
- Karma Lee - costo 50.000 monete

Successivamente, tramite alcuni aggiornamenti sono stati aggiunti nuovi personaggi, alcuni dei quali sono omonimi di persone realmente esistite ed ispirati ad esse:
- Francisco Montoya - costo 100.000 monete
- Zack Wonder - costo 250.000 monete
- Montana Smith - costo 250.000 monete
- Usain Bolt - disponibile, inizialmente per un limitato periodo di tempo al costo di 99 centesimi[6], in seguito a tempo indeterminato al costo di 89 centesimi
- Santa Claus - costo 40 gemme[7]
- Maria Selva - costo 100.000 monete
- Russell Wilson - reso disponibile solo per alcuni giorni nell'ottobre 2014 al costo di 76 centesimi[8]
- Colin Kaepernick - reso disponibile solo per alcuni giorni nell'ottobre 2014 al costo di 76 centesimi[8]
- Calvin Johnson - reso disponibile solo per alcuni giorni nell'ottobre 2014 al costo di 76 centesimi[9]
- Peyton Manning - reso disponibile solo per alcuni giorni nel novembre 2014 al costo di 76 centesimi[10]
- Tom Brady - reso disponibile solo per alcuni giorni nel novembre 2014 al costo di 76 centesimi[10]
- Cam Newton - reso disponibile solo per alcuni giorni nel novembre 2014 al costo di 76 centesimi[11]
- Mrs Claus - costo 40 gemme[12]
- Bruce Lee - disponibile per un limitato periodo di tempo al costo di 76 centesimi[13]
- Sigur Frostbeard  - disponibile per un periodo limitato nel dicembre 2015
- Freya Coldheart - disponibile per un periodo limitato nel dicembre 2015
- Cleopatra - disponibile per un periodo limitato nell'agosto 2016
- Imhotep - disponibile per un periodo limitato nell'agosto 2016
- Wolfman - disponibile per un periodo limitato nell'ottobre 2016 al costo di 60 gemme
- Sir Montague - disponibile per un periodo limitato nell'ottobre 2016 completando la Global Challenge di Halloween
- Rahi Raaja - disponibile per un periodo limitato nel giugno 2017
- Nidhi Nirmal - disponibile per un periodo limitato nel giugno 2017

### Bonus Items e Powerups
Durante la propria corsa, come in Temple Run, si possono raccogliere dei gettoni speciali, chiamati Bonus Items:
- Shield - protegge per un determinato periodo di tempo il personaggio da un solo ostacolo
- Coin Magnet - attrae al personaggio tutte le monete per alcuni secondi
- Boost - rende il personaggio incorporeo e invincibile per alcuni metri, facendolo girare alle curve automaticamente
- Mega Coin - vale 50 monete

Le Powerups disponibili per il proprio personaggio sono invece le seguenti:
- Shield - attiva il bonus 'Shield'
- Coin Bonus - il giocatore ottiene istantaneamente 50 monete; disponibile dopo aver sbloccato Barry Bones
- Boost - attiva il bonus 'Boost'; disponibile dopo aver sbloccato Scarlett Fox
- Score Bonus - il giocatore ottiene istantaneamente 500 punti; disponibile dopo aver sbloccato Karma Lee
- Coin Magnet - attiva il bonus 'Coin Magnet'
- Gem Bonus - il giocatore ottiene istantaneamente 2 gemme; disponibile dal livello 9
- Bolt - attiva i bonus 'Boost' e 'Coin Magnet' contemporaneamente; disponibile dopo aver sbloccato Usain Bolt

Nello store sono inoltre disponibili dei potenziamenti per le Powerups e i bonus e per la frequenza di apparizione di questi ultimi durante la corsa, oltre che degli sconti per gli 'Head Start' e per il numero di gemme da pagare per tornare in vita. Dopo la pubblicazione della versione 1.4.1 è stata resa disponibile anche la Powerup Bolt, sbloccabile con l'acquisto del personaggio Usain Bolt.

### Obiettivi
Nella prima versione del gioco gli obiettivi da superare erano 45, posti al giocatore 3 alla volta. Con l'avvento di altre versioni, sono stati aggiunti ulteriori obiettivi, in modo da aumentare la longevità del gioco e rapportarlo al meglio con i nuovi contenuti. Raggiunto un obiettivo, ne viene subito reso un altro disponibile, sino a quando non si completa l'ultimo.
Obiettivi
- Novice Runner - percorri 500 metri
- Pocket Change - raccogli 100 monete
- Adventurer - ottieni 25.000 punti
- Sprinter - percorri 1.000 metri
- Piggy Bank - raccogli 250 monete
- Treasure Hunter - ottieni 50.000 punti
- Stingy - percorri 250 metri senza raccogliere monete
- High Roller - ottieni 100.000 punti
- Miser Run - percorri 500 metri senza raccogliere monete
- Gem Collector - trova una gemma
- Lump Sum - raccogli 500 monete
- Cheat Death - usa un 'Save Me'
- Power Collector - sblocca un secondo Powerup
- Athlete - percorri 2.500 metri
- Payday - raccogli 750 monete
- Allergic to Gold - percorri 1.000 metri senza raccogliere monete
- 1/4 Million Club - ottieni 250.000 punti
- Lucky Strike - raccogli 2 gemme in un'unica corsa
- Couch to 5K - raccogli 5.000 monete
- 5K Runner - percorri 5.000 metri
- Steady Feet - percorri 2.500 metri senza inciampare
- 1/2 Million Club - ottieni 500.000 punti
- Head Start - usa un 'Head Start'
- Double Resurrection - usa due volte 'Save Me' in un'unica corsa
- Bonus Items - raccogli 20 Bonus Items
- Money Bags - raccogli 1.000 monete
- No.Trip.Runner - percorri 5.000 metri senza inciampare
- 9 Lives - usa 'Save Me' 9 volte
- Marathoner - percorri 100.000 metri (cumulativo)
- 10K Runner - percorri 10.000 metri
- Money Bin - raccogli 2.500 monete
- Million Club - ottieni 1 milione di punti
- Minor Miner - raccogli 100.000 monete (cumulativo)
- Fort Knox - raccogli 5.000 monete
- 2,5 Million Club - ottieni 2.500.000 punti
- The Spartan - ottieni 1 milione di punti senza utilizzare Powerups
- 5 Million Club - ottieni 5 milioni di punti
- Circumnavigator - percorri 1 milione di metri (cumulativo)
- 10 Million Club - ottieni 10 milioni di punti
- Jackpot - raccogli 5 gemme in un'unica corsa
- Gold Miner - raccogli 500.000 monete (cumulativo)
- Speedy Start - utilizza 5 'Head Start'
- Midas Touch - raccogli 1 milione di monete (cumulativo)
- A Week's work - completa tutte le weekly challenges
- Daily Doses - completa 5 daily challenges consecutive
- Weekly Challenged - completa una weekly challenge
- Archeaology 101 - trova un artifact
- Artifact Scavenger - trova 5 differenti artifact
- All the rings - trova tutti e 10 gli anelli
- Temple Runner - completa 100 corse
- Mask-erade Party - trova tutte e 10 le maschere
- Mega Runner - completa 1000 corse
- Critter Sitter - trova tutti e 10 i Critters
- Botanist - trova tutte e 10 gli artifatti floreali
- Reliquary - trova tutte e 10 le reliquie
- Fox Trot - corri 50.000m con Scarlett Fox
- Powerless - corri 2.500m senza prendere powerups
- Fashionable - sblocca un copricapo
- Photojournalist - corri 50.000m con Maria Selva
- Private collection - colleziona 20 diversi artifact
- Ultra Marathoner - Corri 5.000.000m
- Bankrupt - Corri 2.000 senza prendere monete
- Powering up - completa il power-meter 5 volte in una corsa
- Artifact Dealer - riscuoti ricompensa da 10 artifact
- Power Play - completa il power-meter 10 volte in una corsa
- 1 Life - totalizza 500.000 punti in una run senza usare "save me"
- Fashion First - sblocca un outfit per un personaggio
- Many hats - sblocca 5 copricapi
- Unstoppable - Totalizza 1.000.000 punti in una run senza usare "save me"
- Frozen Armaments Collection - colleziona tutti gli 11 artifact Armaments
- Frozen Runner - totalizza 1.000.000 di punti nella mappa Frozen Shadows
- Frozen Fox - corri 5.000m con Scarlett Fox in outfit "Mountaneer"
- Stay Frosty! - totalizza 2.500.000 punti nella mappa Frozen Shadows
- A Frozen Guy - corri 50.000m con Guy Dangerous in outfit "Aviator"
- Going Global - termina una Global Challenge
- Blazing Fast - totalizza 1.000.000 punti nella mappa Blazing Sands
- It's a trap! - entra 20 volte nel tempio dei Re "Hall of Kings"
- Outrider - corri 10.000m con Barry Bones in outfit "Outrider"
- Charming - colleziona tutti gli 8 artifatti Charms
- Blazing Trails - totalizza 5.000.000 punti nella mappa Blazing Sands
- Invincible - totalizza 2.500.000 punti in una corsa senza usare "save me"
- Shadow Walker - corri 50.000m con Karma Lee in outfit "Shadow walker"
- Top Prize - guadagna il Top Prize in una Global Challenge
- Cartographer - sblocca una mappa aggiuntiva
- Infinirunner - percorri 10 milioni di metri (cumulativo)
- Monthly Statement - completa 30 Daily Challenge di seguito
- ‘‘‘Challenger‘‘‘ - completa 5 Global Challenge
- Globetrotter - completa 10 Global Challenge
- Top Prize - vincere il premio di una Global Challenge
- Cartographer - sbloccare una mappa
- Jungle Coin Collector - guadagna 700 monete nella mappa Lost Jungle
- The Lost Runner - completare 100 corse in Lost Jungle
- Rahi Runner - correre 10.000 metri con Rahi Raaja
- Critter Collector - collezionare tutti gli 8 artefatti Fauna in Lost Jungle
- Jungle Trial - totalizzare 5.000.00 di punti in Lost Jungle
- Artifact Curator - collezionare 10 differenti artefatti
- The Undying - totalizzare 5.000.000 di punti senza Save Me
- Offshore Accounts - guadagnare 2.000.000 di monete
- Infinity and Beyond - correre 500.000 metri
- Score Junkie - totalizzare 2.000.000 di punti
- Gem Apprentice - collezionare 50 gemme
- Gem Master - collezionare 100 gemme
- Gemologist - collezionare 250 gemme
- Token Hunter - trovare un token/gettone
- Token machine - trovare 5 token/gettoni
- Token Collector - completare un set di token/gettoni

Obiettivi aggiuntivi (sino alla versione 1.5)
- Pro Temple Runner - gioca 500 partite
- Archeology 101 - trova un artefatto
- Daily Dose - completa una sfida giornaliera
- Weakly Challenged - completa una sfida settimanale
- Daily Doses - completa 5 sfide giornaliere consecutivamente
- Artifact Scavenger - trova 5 diversi artefatti
- A Week's Work - completa tutte le sfide settimanali
- Maskerade Party - trova tutte le 10 maschere
- All the Rings - trova tutti i 10 anelli
- Daily Dozen - completa 12 sfide giornaliere consecutivamente

### Obiettivi temporizzati
Gli obiettivi temporizzati sono stati introdotti nel gioco a partire dall'aggiornamento 1.1.1. Inizialmente erano solo le Daily Challenges, dopodiché si sono aggiunte le Weekly Challenges, le Global Challenges, e i Daily Quest.
Daily Challenges
Queste sfide si completano a distanza di ogni giorno sino a raggiungere il Day 5+, che darà una ricompensa casuale ogni giorno. Se non si completa la sfida del giorno successivo, si ritorna al Day 1.
- Day 1: 250 monete
- Day 2: 500 monete
- Day 3: 750 monete
- Day 4: 1000 monete
- Day 5+: ?

Weekly Challenges
Al contrario di quelle giornaliere, le sfide settimanali sono solo 3 e sono indipendenti tra di loro; durano dal lunedì alla domenica, per poi cambiare ogni inizio settimana sia per quanto riguarda l'obiettivo che il premio.
Global Challenges
In ottobre 2016 Imangi ha rilasciato un nuovo tipo di challenge denominata Global Challenge che solitamente appare ogni 2 settimane circa e rimane attiva per 7 giorni disponibili per completare la missione. Completando la challenge si ha diritto a premi vari: copricapi, personaggi o bonus. Il raggiungimento parziale dà diritto a monete o gemme a seconda del livello.
| #  | Nome                            | Obiettivo                                                      | Premio                                                         |
| -- | ------------------------------- | -------------------------------------------------------------- | -------------------------------------------------------------- |
| 1  | NP                              | NP                                                             | NP                                                             |
| 2  | NP                              | Correre 24.000 metri in una sola manche                        | Copricapo da faraone                                           |
| 3  | Montague's Marathon             | Correre 240.000 metri                                          | Personaggio Sir Montague                                       |
| 4  | Spooky Minecart Challenge       | Totalizzare 1.000.000 di punti nella miniera (in una sola run) | Copricapo Golden Pumpkin                                       |
| 5  | Winter is coming                | Correre 60.000m in 2 giorni di challenge                       | Gemme                                                          |
| 6  | Expedition to the Vault of King | Raggiungere 50.000.00 di punti                                 | Copricapo Basilisco / Basilisk Headpiece                       |
| 7  | Money Bags                      | Raccogliere 25.000 monete                                      | Copricapo esploratore                                          |
| 8  | Frozen Marathon                 | Correre 300.000 metri                                          | 60 Gemme                                                       |
| 9  | Shadow's Skull                  | Correre 20.000 metri in una sola manche                        | Copricapo teschio                                              |
| 10 | Santa's little helper           | Raccogliere 50.000 monete                                      | Copricapo elfo verde                                           |
| 11 | Frozen Run                      | Correre 50.000 metri in una sola manche                        | 60 Gemme                                                       |
| 12 | Viking March                    | Correre 300.00 metri                                           | Gold Viking Helm                                               |
| 13 | Jungle Crown Quest              | Raccogliere 100.000 monete                                     | Copricapo Corona argentata della giungla / Silver Jungle Crown |
| 14 | Lost Jungle Race                | Correre 150.00 metri                                           | 60 gemme                                                       |
| 15 | Jungle Coin Collector           | Raccogliere 25.000 monete in una sola manche                   | 20.000 monete                                                  |
| 16 | Ruby Crown Quest                | Correre 125.000 metri                                          | Copricapo Corona rubini / Ruby Crown                           |
| 17 | Lost Jungle Exploration         |                                                                |                                                                |
| 18 |                                 |                                                                |                                                                |
| 19 | Regal Jungle Race               | Raccogliere 25.000 monete                                      | Ruby Jungle Crown                                              |
| 20 | Nidhi's High Score              |                                                                |                                                                |

Daily Quest
A fine 2017 sono state introdotte le Daily Quest: sei sfide giornaliere che danno come premio una chiave e uno tra gemme o monete. Con tre chiavi si può aprire un baule che contiene sempre monete, gemme e un artefatto.

### Artefatti e copricapi
Durante il gioco è possibile incontrare alcuni "artefatti" contenuti in bauli sospesi che il giocatore deve acchiappare al volo durante la corsa.
Gli artefatti possono essere quelli base del gioco oppure legati alle ricorrenze e, pertanto, disponibili solo per un breve periodo, accumulandoli si ha diritto a riscuotere dei premi (gemme o monete) e, collezionando tutti quelli di una stessa serie, ad avere cappelli extra.
Sono stati inoltre creati alcuni set di artefatti ispirati alle ricorrenze dell'anno, questi sono collezionabili solo per un periodo limitato e danno diritto a copricapi a tema.

#### Ricorrenze
- Natale / Christmas
  - Candy Cane
  - Stocking
  - Holly
  - Present
  - Wreath

- San Valentino / Valentine's
  - Chocolate
  - Card
  - Bouquet
  - Gift
  - Hearts

- San Patrizio / St Patrick's
  - Four Leaf Clover
  - Rainbow
  - Leprechaun Boots
  - Pot o' Gold
  - Emerald Idol

- Pasqua / Easter
  - Chocolate Bunny
  - Basket
  - Baby Chick
  - Jelly Beans
  - Golden Egg

- 4 Luglio / 4th July
  - Flag
  - Bald Eagle
  - Cannon
  - Hot Dog
  - Fireworks

- Halloween
  - Crystal Skull
  - Haunted Corn
  - Creepy Eyeball
  - Skeleton Key
  - Tombstone

- Ringraziamento / Thanksgiving
  - Turkey Totem
  - Meat Chunk
  - Infinite Pies
  - Gravy Bowl
  - Golden Corn

- Anniversary (rilasciati a gennaio 2018 per il quinto compleanno del gioco)

## Aggiornamenti
Il primo aggiornamento per l'app è stato reso disponibile dal 21 marzo 2013 e, oltre a risolvere alcuni bug presenti nella prima versione del gioco, con la versione 1.1.1 è stata aumentata la durata di poteri già attivi sul personaggio quando si attiva una Powerups e sono state introdotte le Daily Challenges e le Weekly Challenges, sfide addizionali che cambiano rispettivamente giornalmente e settimanalmente e che, se completate, danno un premio in monete o in gemme.
Nella versione 1.2.0 sono stati aggiunti nuovi tipi di percorsi (strette assi di legno su cui il giocatore deve passare senza cadere) e nuovi ostacoli (diversi tipi di lame, crolli di colonne e getti di fuoco dal terreno) e sono stati risolti altri bug per migliorare le prestazioni di gioco.
Dalla versione 1.4.1, resa disponibile il 1º agosto 2013, è possibile scaricare per 0,99 € l'atleta giamaicano Usain Bolt come personaggio giocabile. Con la versione 1.5 sono stati introdotti gli artefatti, ovvero dieci diversi anelli reperibili durante le corse da collezionare. Successivamente sono state aggiunte agli artefatti anche le maschere.
La versione 1.6, pubblicata il 9 dicembre 2013, ha introdotto le rapide nel percorso (simili alle già presenti miniere e alle assi di legno), nuove maschere da trovare e gli artefatti natalizi, con la possibilità di sbloccare il berretto natalizio per il proprio personaggio una volta collezionatili tutti. Inoltre è stato reso disponibile il personaggio di Babbo Natale al costo di 60 gemme.
Le versioni 1.7 e 1.8 hanno aggiunto, analogamente alla 1.6, nuovi artefatti e cappelli per i personaggi dedicati, rispettivamente, alle feste di San Valentino e di San Patrizio. La 1.9 ha aggiunto nuove e importanti funzionalità come la possibilità di registrare la propria partita su un profilo Google o iCloud a seconda del sistema operativo per poter continuare a giocare su diversi dispositivi e la modalità "Spin the Wheel", nella quale, dopo aver utilizzato un "Save Me", si deve girare una ruota per ottenere un bonus. Sono stati inoltre introdotti gli artefatti e un cappello dedicati alla Pasqua, e le monete sono state sostituite con degli ovetti di pasqua. Dall'aggiornamento 1.9.1, pubblicato il 27 maggio, l'aspetto delle monete è tornato quello originale. Con lo stesso aggiornamento sono anche state aggiunte agli artefatti le creature. Nell'estate 2014 vengono introdotti anche gli artefatti e il cappello dedicati al 4 luglio. L'aggiornamento 1.10, reso disponibile il 9 settembre 2014, ha introdotto nuovi artefatti e il personaggio Maria Selva, protagonista del libro Temple Run: Race Through Time to Unlock Secrets of Ancient Worlds, realizzato dalla Imangi Studios in collaborazione con National Geographic Kids e pubblicato in contemporanea al nuovo aggiornamento.
Con la versione 1.11, pubblicata il 10 ottobre 2014, sono stati resi disponibili come personaggi giocabili per un limitato numero di giorni i giocatori della NFL Colin Kaepernick e Russell Wilson, al costo di 70 centesimi ciascuno. Da allora sino al 13 novembre successivo Imangi Studios ha introdotto sempre nuovi giocatori NFL come personaggi giocabili acquistabili in un determinato periodo di tempo, con l'aggiunta di, nell'ordine: Calvin Johnson, Peyton Manning, Tom Brady e Cam Newton. Con la versione 1.12 è stata aggiunta come personaggio giocabile Mrs Claus (la moglie di Babbo Natale) e sono state aggiunte delle ricompense per gli artefatti e nuovi obiettivi. Nella versione 1.14 è stato aggiunto Bruce Lee come personaggio giocabile.
Nell'agosto 2016, in concomitanza con le Olimpiadi di Rio e analogamente a quanto fatto per Natale e San Patrizio, è stato rilasciato un nuovo set di artefatti ispirati alle gare sportive denominato Championship
- Boots of speed
- Victor's chalice
- Medallion of champions
- Celestial bow
- Priceless game ball
- Inspiring flame
- Participation ribbon
- Ancient scorecard

Il completamento del set dà diritto ad un nuovo copricapo.
A ottobre 2016 sono state introdotte le Global Challenges.
È stato inoltre reso nuovamente giocabile il personaggio di Zack Wonder al prezzo di 250.000 monete.

### Temple Run 2: Frozen Shadows
Nell'inverno 2015 è stata pubblicata una nuova versione di Temple Run 2 con una nuova grafica, una mappa ad ambientazione invernale, Frozen Shadows appunto, disponibile per un periodo limitato e nuovi costumi da alpinisti denominati "Mountaineer" per Scarlett Fox e "Aviator" per Guy Dangerous.
Con la mappa di Frozen Shadows sono inoltre stati aggiunti nuovi artefatti sotto la dicitura Armaments che, se collezionati, sbloccano un copricapo extra.
- Frozen Dragon Egg
- Frozen Claw
- Frozen Goblet
- Frozen Boot
- Ice Dagger
- Ceremonial Blade

La nuova mappa presenta ambientazioni ghiacciate, pareti franose, dirupi scoscesi e scivolose piste di ghiaccio da percorrere su un bob improvvisato, rami e tronchi caduti e congegni magici che rotolano.
Successivamente la mappa di Frozen Shadows è stata integrata con 2 nuovi personaggi, acquistabili con 100.000 monete: Sigur Frostbeard e Freya Coldheart, entrambi vichinghi. Acquistando i personaggi si ha diritto ad un set extra di artefatti denominati Shields:
- Light Shield
- Wyvern Shield
- Viking Shield
- Skull Shield
- Serpent Shield

Con Frozen Shadows il livello ultimo del gioco è diventato l'11°.
Al termine del periodo limitato di utilizzo la mappa di Frozen Shadow è stata resa disponibile al prezzo di 500 gemme.

### Temple Run 2: Blazing Sands
A maggio 2016 è stata resa disponibile una terza versione di Temple Run 2 con grafica e personaggi in tema denominata Blazing Sands, comprendente una nuova ambientazione esotica disponibile per un tempo limitato, due nuovi set di costumi denominati "Shadow walker" per Karma Lee e "Outriders" per Barry Bones e un set completo di artefatti chiamati Charms:
- Carved Thigh
- Jaw Bone
- Emerald Trinket
- Vulture Skull
- Thigh Dagger
- Emerald Bite
- Demon Skull

Collezionandoli tutti si ha diritto a un copricapo extra.
La nuova mappa ha ambientazioni esotiche di dune e deserti, templi crollati, radici e percorsi sul crinale di dirupi.
A giugno 2016 ulteriori aggiornamenti hanno introdotto percorsi con salto da sentieri posti su due diverse pareti del fiume, mentre ad agosto 2016 è stato reso giocabile anche l'interno del tempio abbandonato con trappole, tagliole e pareti mobili.
Fanno parte della mappa i nuovi personaggi di Cleopatra e Imothep.
Con Blazing Sands il livello ultimo del gioco è diventato il 12°.
Nell'ottobre 2016 la mappa è stata resa disponibile al costo di 500 gemme.

### Temple Run 2: Spooky Summit
A metà ottobre 2016 è stata introdotta una grafica temporanea per la mappa Sky Summit, ridenominata per l'occasione Spooky Summit. La nuova grafica è arrivata nel periodo di Halloween e presenta le monete sostituite da fantasmini e un'ambientazione horror-gotica con fiumi verdi, lapidi, candele e zucche, mentre la modalità di gioco rimane invariata.
A corredo della mappa sono stati rilasciati nuovi outfit per quasi tutti i personaggi che hanno preso i seguenti nomi: Franken Guy (Guy Dangerous), Scarlett Bat (Scarlett Fox), Mummy Bones (Barry Bones), Vampire Lee (Karma Lee).
Sono stati resi giocabili i personaggi Wolfman e Sir Montague, quest'ultimo però solo completando la Global Challenge #3 di Halloween.
La mappa ha con sé un nuovo set di artefatti in tema chiamati Halloween
- Crystal skull
- Haunted Corn
- Creepy Eyeball
- Skeleton Key
- Tombstone

Collezionandoli tutti si ha diritto ad un nuovo copricapo.
Al termine del periodo di Halloween, i costumi speciali dei personaggi sono stati resi acquistabili per 60 gemme cadauno.
A Novembre 2016 è stata reintrodotta la grafica invernale di Frozen Shadows, è stato inoltre inserito un nuovo set di artefatti dedicati alla festa del Ringraziamento e accumulandoli tutti si ha diritto ad un nuovo copricapo in stile "padri pellegrini".
La nuova versione di Frozen Shadows pubblicata nel 2016 risulta migliorata rispetto alla precedente, sono stati introdotti alcuni percorsi aggiuntivi, come alberi sospesi su cui si deve camminare, dirupi anche nel fiume ghiacciato, trappole a scatto, ecc. inoltre è stata aggiornata la grafica degli artefatti e per la versione sono state diversificate le categorie, gli artefatti presenti nella versione vecchia sono confluiti in Totems e sono state introdotte due nuove sezioni dette Armors e Flora, come di consueto ognuna delle due garantisce un ulteriore cappello indossabile dai protagonisti.
A febbraio 2017 è stata rilasciata una Global Challenge ambientata in Blazing Sands e, contemporaneamente, sono state create due nuove categorie di artefatti collezionabili in questa mappa.
Flora
- Luminous cacti
- Fire petal
- Hand cacti
- BrambleThrasher seeds
- Prickle melon
- Mawthorns
- Regal stinkflower

### Temple Run 2: Lost Jungle
Ad Aprile 2017 la Imangi ha reso giocabile una quinta mappa denominata Lost Jungle e anticipata da una Global Run con questa ambientazione.
La nuova grafica ha come ambientazione una giungla equatoriale con fiori velenosi, passaggi su tronchi scivolosi e liane, piante carnivore, enormi serpenti e templi abbandonati. È inoltre possibile incontrare una tomba profanata piena di ostacoli e trappole nascoste in mezzo ai tesori.
La mappa è stata rilasciata insieme ad un nuovo gruppo di artefatti Fauna collezionabili giocando la nuova ambientazione e raccogliendo i vari tesori disseminati lungo il percorso, al completamento questi danno diritto ad un copricapo extra.
- Cocoon spider
- Dino chicken
- Fur worm
- Horned basilisk
- Murder bird
- Spike beetle
- Water dog

A Maggio 2017 è stato aggiunto anche un gruppo di artefatti chiamati Manoscritti.
- Wooden story tablets
- Fallen tapestry
- Feathered talisman
- Stacks of scripts
- Shattered tablet
- Singed Scroll
- Spider Tome

A giugno 2017 l'azienda ha rilasciato alcune innovazioni nel gioco: 2 nuovi esploratori indiani Rahi Raaja e Nidhi Nirmal con la novità dei "token", ovvero degli artefatti conquistabili con i tesori delle varie manche, permettono di sbloccare abiti tradizionali per i due nuovi.
È stata inoltre introdotta la possibilità di avere più tesori per ogni corsa e non solo uno come era in precedenza. Le grafiche sono inoltre state migliorate e curate.
Per la serie di Lost Jungle è stato inoltre rilasciato un nuovo set di artefatti detti Totems:
- Worn Brass Kettle
- Pocket Compass
- Critter Box
- Small Elephant Statue
- Clay Mortar

Inoltre il personaggio di Zack Wonder è stato dotato di un nuovo abito, acquistabile per 60 gemme.
Infine sono stati aggiunti 2 nuovi livelli sbloccabili per il giocatore, arrivando quindi al massimo al livello 14.

## Temple Run: Oz
Nel marzo 2013 è stato pubblicato uno spin-off a pagamento ispirato al film Disney Il grande e potente Oz. Il gameplay rispetto a Temple Run 2 è molto simile, ma la grafica è in HD e il personaggio giocabile è il protagonista del film.
Il percorso di gioco cambia durante la corsa, con il crollo di alberi e rocce che creano improvvisi ostacoli; in alcuni momenti è inoltre possibile salire sulla mongolfiera di Oscar e inclinare il dispositivo per muoverla e raccogliere potenziamenti, come per la miniera nel gioco originale.

## Team di sviluppo
- Keith Shepherd - game design
- Jeff Ruediger - programmazione
- Rob McLaughlin - programmazione
- Scott Sherman - programmazione
- Brian Lhota - programmazione
- Pete Parisi - grafica
- Kiril Tchangov - grafica
- Juan Martinez - grafica
- Natalia Luckyanova - musiche